# Nowodwory

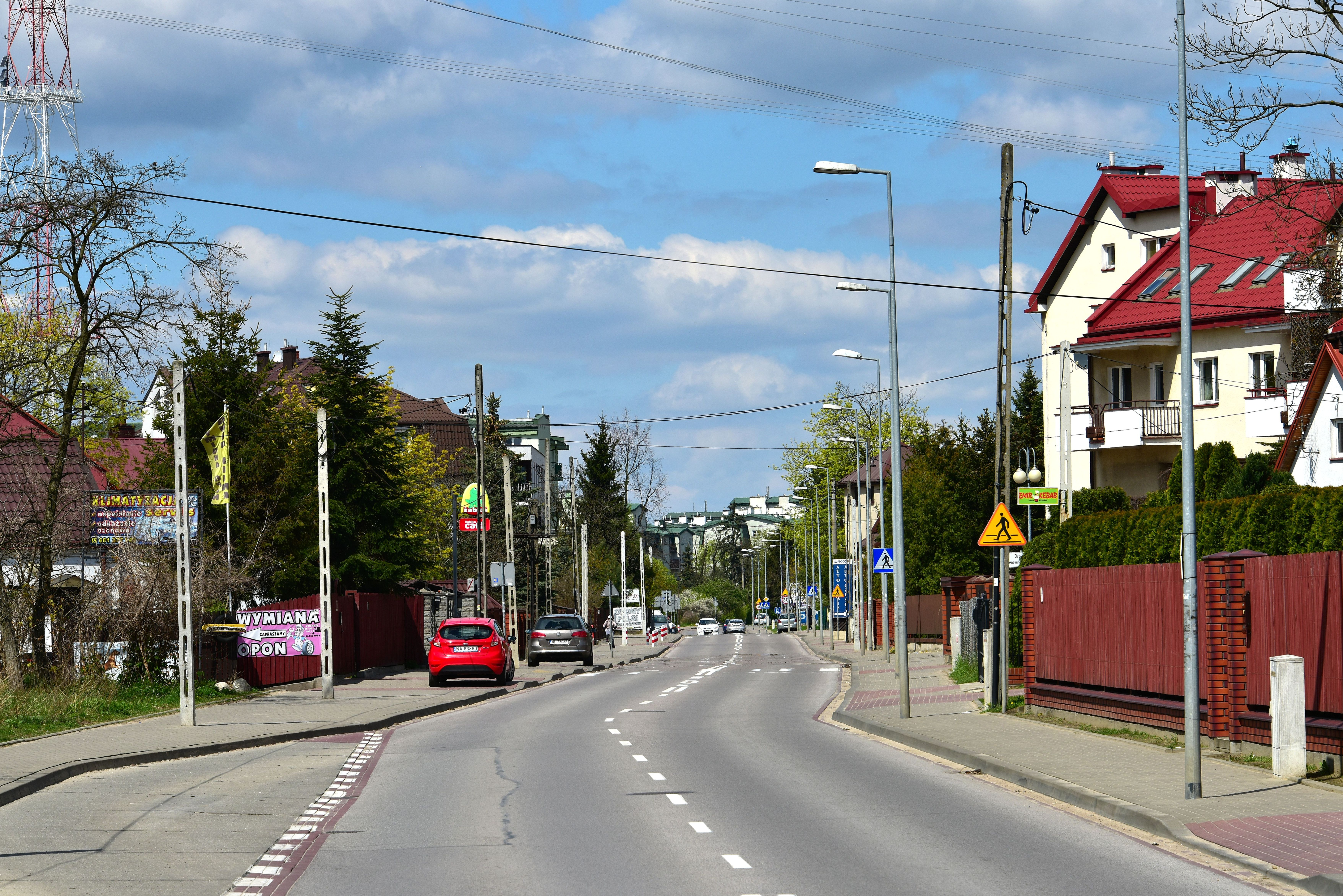
Ulica Nowodworska w Nowodworach

Nowodwory – osiedle i obszar MSI w warszawskiej dzielnicy Białołęka.

## Historia
Nowodwory, a wcześniej Nowy Dwór, Nowo-Dwory, to dawniej wieś oraz folwark. Ksiądz Franciszek Czajkowski w książce wydanej w 1785 tak opisuje te tereny: Nowydwór – folwark Imć pana Ossolińskiego, wojewody podlaskiego – pół ćwierci mili na zachód letni, położony nad łachą wiślaną.
Zarówno w okresie zaborów, jak i potem, podczas I wojny światowej, w okresie II Rzeczypospolitej, II wojny światowej i przez pierwsze lata PRL Nowodwory były podwarszawską wsią, wchodzącą w skład gminy Jabłonna w ówczesnym powiecie warszawskim. Już w okresie międzywojennym wieś była średniej wielkości, znajdowała się tu m.in. Siedmioklasowa publiczna szkoła powszechna w Nowodworach.
Nowodwory zostały włączone do granic Warszawy w 1951 roku, wraz z kilkoma innymi sąsiednimi wsiami. Były wtedy osiedlem przy granicy miasta. Dopiero w 1976 roku, po kolejnej korekcie granic włączono następne wsie i granica oddaliła się od Nowodworów.

## Granice

### Granice według PRNG
Nowodwory graniczą z Wisłą oraz z osiedlami: Tarchomin, Anecin, Winnica i Kępa Tarchomińska. Granica przebiega w przybliżeniu ulicami: Sprawną, Dzierzgońską, Leśnej Polanki, Mehoffera, Ciołkosza i dalej wzdłuż Wisły.
Niektórzy cały teren Białołęki, na której dominują bloki, nazywają zbiorczo Tarchominem, jednak jest to istotne uproszczenie. Nowodwory sąsiadują co prawda z Tarchominem, jednak oddziela je m.in. pas pozbawiony wysokiej zabudowy (przebiegają tędy linie energetyczne). Oficjalna granica między tymi osiedlami przebiega ulicą Mehoffera. Nowodwory, jako nowsza dzielnica, charakteryzują się dużą ilością nowoczesnej zabudowy wielorodzinnej. Tarchomin, jako obszar zabudowywany wcześniej, zwraca uwagę dużą liczbą wysokich bloków z wielkiej płyty w otoczeniu mniejszej ilości nowoczesnej zabudowy.

### Granice według MSI
Miejski System Informacji nie uwzględnia istnienia takich osiedli jak Winnica, Kępa Tarchomińska, Buków i Buchnik, tak więc oficjalnie te osiedla są częścią Nowodworów. Nie uwzględnia też istnienia osiedli Anecin i Tarchomin Kościelny – ich obszar także częściowo został zaliczony do Nowodworów. Zatem według Miejskiego Systemu Informacji granice Nowodworów są jeszcze szersze i zawierają się między: Wisłą, ul. Mehoffera, ul. Modlińską i granicami Warszawy. Na całym tym terenie tabliczki MSI podpisane są „Nowodwory”.

## Transport

### Ulice

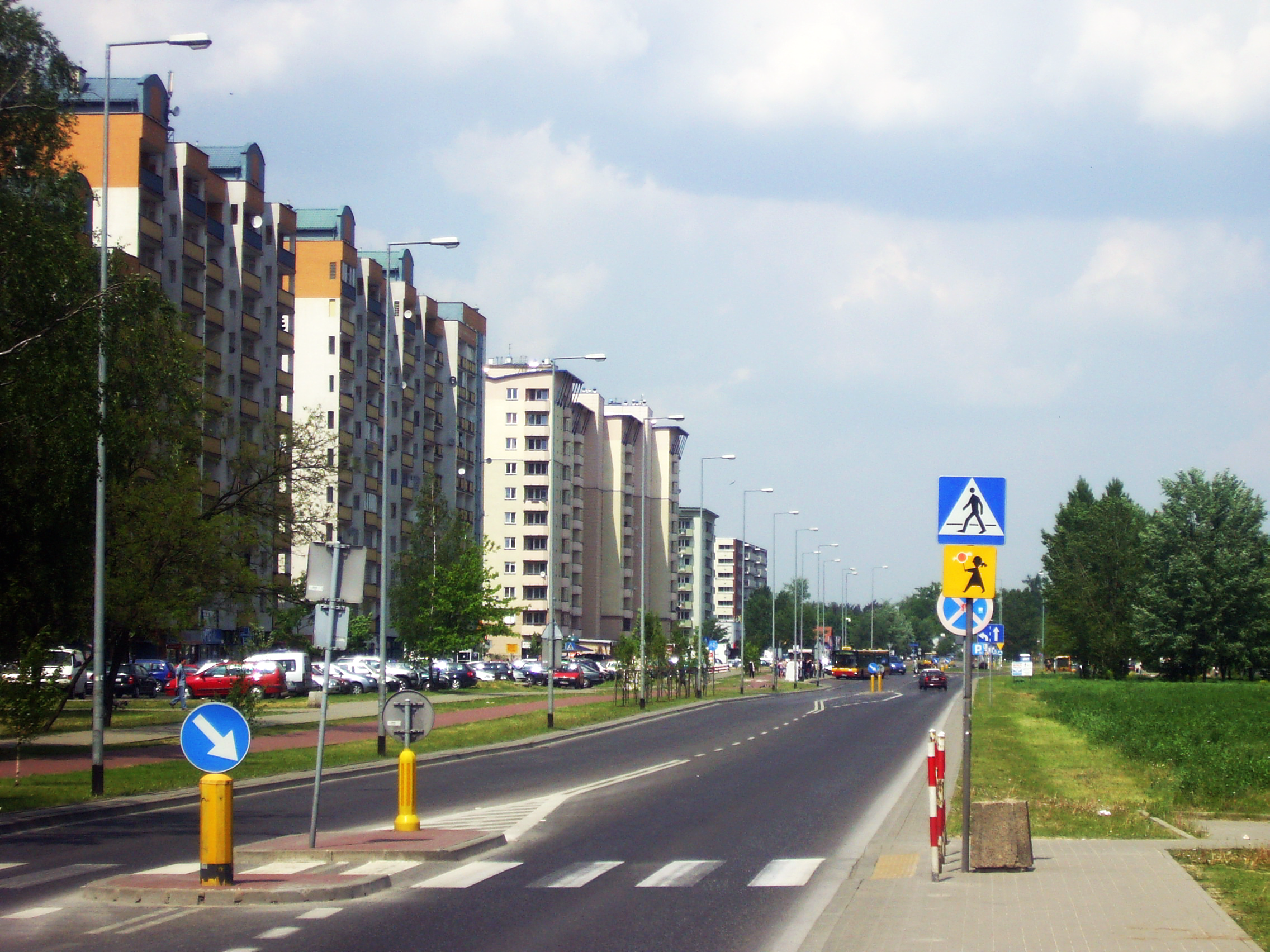
Ulica Światowida na odcinku pomiędzy ul. Książkową a rondem Ligi Morskiej i Rzecznej

Od kilku lat stopniowo jest wydłużana na północ ul. Światowida. Docelowo planowane jest jej połączenie z ul. Modlińską węzłem komunikacyjnym Winnica. Na Nowodworach jeszcze w 2006 miejscami występował chaos związany z wytyczaniem nowej drogi niedokładnie po linii starej, jednak zachowując starą nazwę. Prowadziło to do sytuacji istnienia skrzyżowań, na których ulica przecinała się z drugą o tej samej nazwie.
W planach zagospodarowania przestrzennego przewidziano rezerwę gruntu pod planowane dwukrotne poszerzenie ulic Hanki Ordonówny (d. Topolowej) i Światowida oraz poprowadzenie wzdłuż tej drugiej linii tramwajowej. Natomiast rezerwy pod planowany dawniej Trakt Nadwiślański stopniowo są przeznaczane pod zabudowę i prawdopodobnie nie będzie on przebiegał przez teren Nowodworów kończąc się na Tarchominie.

### Komunikacja miejska
W oficjalnych projektach budowy metra z lat 70. i 80. XX wieku, druga linia metra miała dotrzeć do Nowodworów. Stacja końcowa miała znajdować się w planowanej stacji przesiadkowej przy ul. Modlińskiej, między Winnicą a Dąbrówką Szlachecką. Z powodu konieczności prowadzenia linii w dużym stopniu przez tereny mało zamieszkane (m.in. Żerań) ostatecznie zaniechano budowy metra. Natomiast rezerwę terenową zaplanowano do budowy linii tramwajowej, która miałaby połączyć pętlę Żerań FSO z linią na moście Marii Skłodowskiej-Curie.
W 2001, po wydłużeniu ul. Światowida do Nowodworów, usytuowano tam pętlę autobusową „Nowodwory”. Transport do metra na Młocinach obsługuje linia tramwajowa nr 2. Do osiedla Winnica dojeżdża również tramwaj linii 17.

### Ścieżki rowerowe
Trasy ścieżek rowerowych zostały wytyczone wzdłuż ulic Światowida oraz Hanki Ordonówny.

### Most Marii Skłodowskiej-Curie
Do momentu oddania do użytku mostu Nowodwory były uważane za osiedle słabo skomunikowane z centrum Warszawy, ze względu na bardzo wysokie natężenie ruchu w ulicy Modlińskiej. Po otwarciu mostu w 2012 znacznie poprawiło się skomunikowanie osiedla z resztą miasta, a w 2017 zyskało ono bezpośrednie połączenie tramwajowe przez most z linią metra M1.

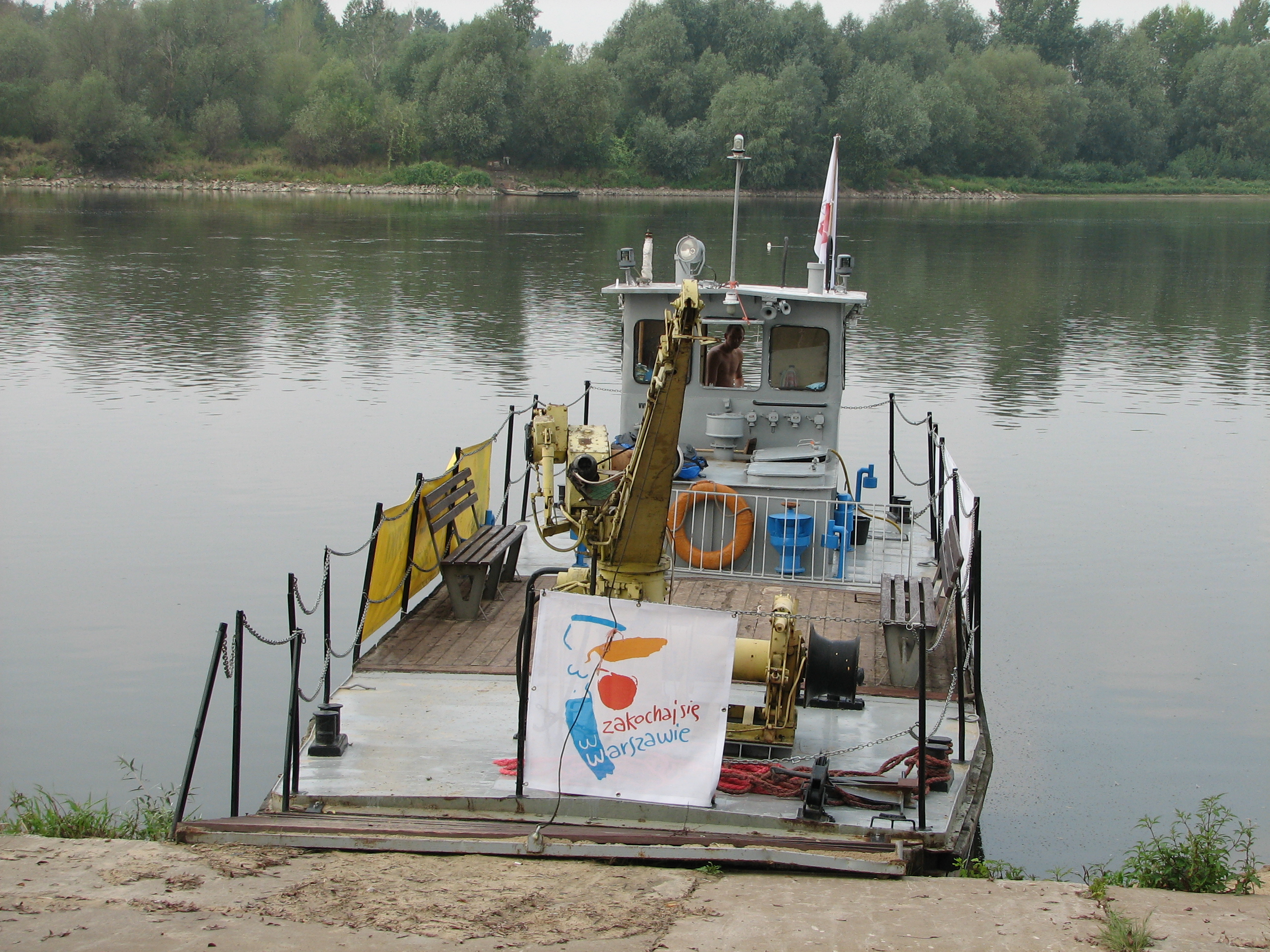
Prom na nowodworskiej przystani

### Przystań
Na Nowodworach znajduje się jedyna w północnej Warszawie przystań wiślana. Najbliższa kolejna przystań jest w Kanale Żerańskim, na Żeraniu, czyli ponad 5 km na południowy wschód. Nowodworska przystań została zbudowana w połowie odległości między ulicami Hanki Ordonówny oraz Książkową. Dojście do przystani jest często utrudnione, gdyż znajduje się ona na terenie zalewowym i nie zawsze jest dostępna. Poza tym aby do niej dojść należy przejść około 500 m wałami wiślanymi albo od ul. Grzymalitów, albo od ul. Ciołkosza. Identyczna przystań znajduje się na przeciwległym brzegu Wisły w Łomiankach. W okresie sezonu letniego odbywają się wahadłowe, codzienne kursy promu, który przewozi ludzi oraz m.in. rowery.

## Kultura i rekreacja

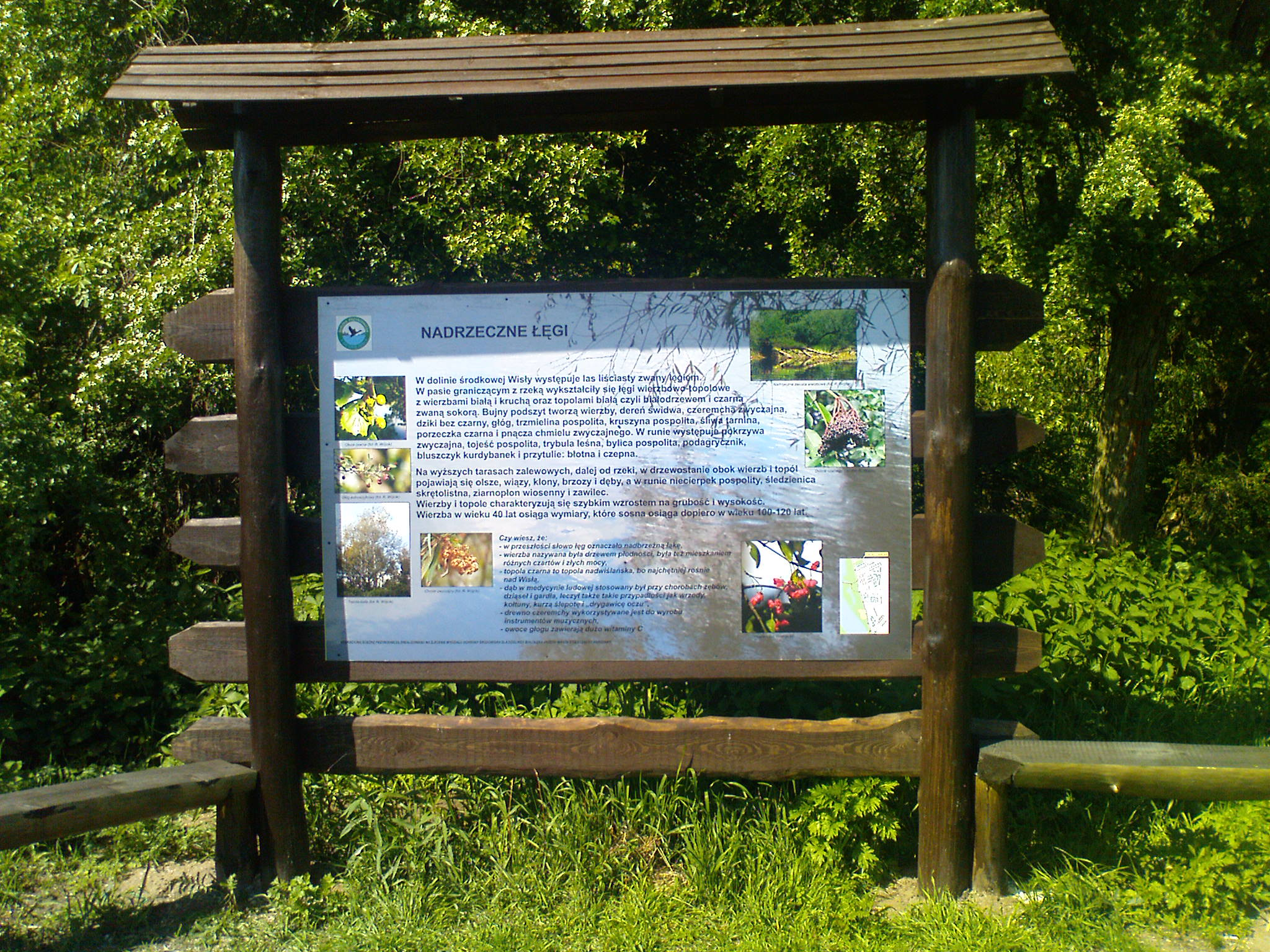
Jedna z tablic przyrodniczych

Nowodwory są typową warszawską sypialnią, są tu blokowiska, osiedla domków jednorodzinnych, sklepy, szkoły i przedszkola, istnieje Białołęcki Ośrodek Kultury oraz Białołęcki Ośrodek Sportu, na którego terenie powstało sztuczne lodowisko czynne w sezonie zimowym. Powstają małe skwery. Upalne dni wielu mieszkańców spędza zatem m.in. na terenach zielonych położonych w okolicy wału wiślanego, na obszarze zalewowym. Okolice wałów są bardzo popularne wśród mieszkańców. W 2008 r. na terenie zalewowym pojawiły się tablice informacyjne dotyczące przyrody, m.in. Nadrzeczne łęki czy Bobry – niestrudzeni architekci. Na tablicach jest także fragment planu okolicy z proponowaną trasą spacerową/rowerową. Na terenie osiedla znajduje się też kilka terenów leśnych otoczonych obecnie zabudową. Tereny te, mimo że o stosunkowo niewielkiej powierzchni oraz otoczone gęstą zabudową, zachowały charakter dużych kompleksów leśnych i bywają miejscem spacerów.

## Architektura

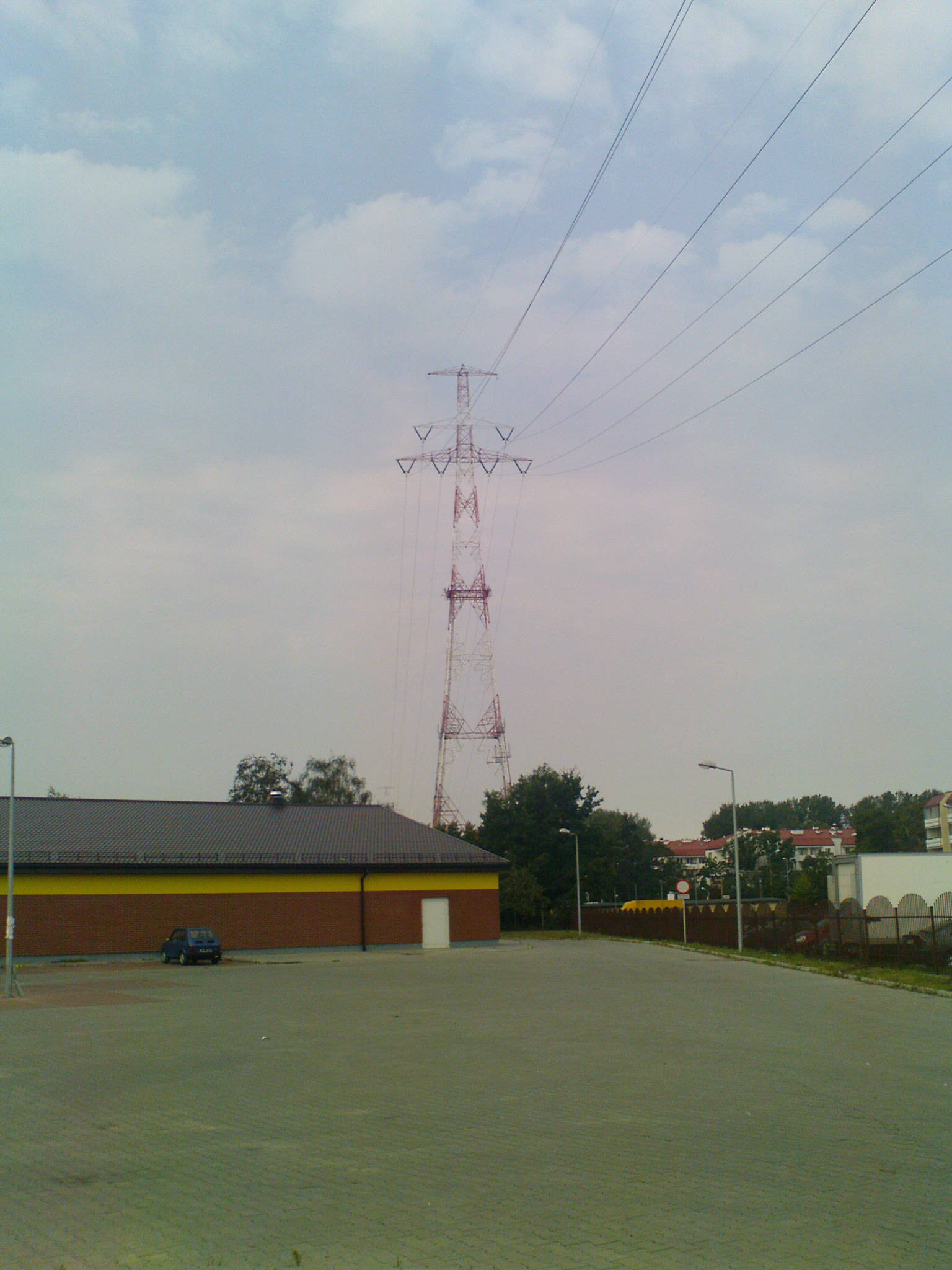
Słup od strony ulicy Światowida

Architektura to głównie nowe osiedla o wysokiej gęstości zabudowy. Pojedyncze zespoły budynków budowane przez różne przedsiębiorstwa nie stanowią żadnej zwartej całości w sensie urbanistycznym. Prawie każde osiedle jest ogrodzone i stanowi odrębny „ekosystem”. Publiczne ciągi komunikacyjne zredukowane są do kilku ulic.

## Szkoły
- Szkoła Podstawowa SP 154 z Oddziałami Integracyjnymi im. Pawła Edmunda Strzeleckiego
- Szkoła Podstawowa SP 342 z Oddziałami Integracyjnymi im. Jana Marcina Szancera
- Szkoła Podstawowa SP 366 im. Jana Pawła II
- Szkoła Podstawowa SP 344 z Oddziałami Integracyjnymi im. Powstania Warszawskiego
- Liceum Ogólnokształcące dla Dorosłych Niepubliczne

## Kościoły
- Kościół św. Franciszka z Asyżu
- Kościół św. Łukasza Ewangelisty